# Cantonul Bourgneuf-en-Retz
Cantonul Bourgneuf-en-Retz este un canton din arondismentul Saint-Nazaire, departamentul Loire-Atlantique, regiunea Pays de la Loire, Franța.

## Comune
- Bourgneuf-en-Retz (reședință)
- Chéméré
- Fresnay-en-Retz
- La Bernerie-en-Retz
- Les Moutiers-en-Retz
- Saint-Hilaire-de-Chaléons